# Croton grazielae
Croton grazielae là một loài thực vật có hoa trong họ Đại kích. Loài này được Secco mô tả khoa học đầu tiên năm 1992 publ. 1993.